# Maximilian Mittelstädt
Maximilian Mittelstädt (Berlin, 1997. március 18. –) német válogatott labdarúgó, a VfB Stuttgart játékosa.

## Pályafutása

### A válogatottban
A 2016-os U19-es labdarúgó-Európa-bajnokságon három mérkőzésen lépett pályára és ezeken a találkozókon két gólpasszt jegyzett. A 2017-es U20-as labdarúgó-világbajnokságon és a 2019-es U21-es labdarúgó-Európa-bajnokságon is tagja volt a korosztályos válogatottnak. 2024 márciusában Julian Nagelsmann a felnőtt válogatott szövetségi kapitánya meghívót küldött neki. Március 23-án mutatkozott be Franciaország ellen 2–0-ra megnyert barátságos mérkőzésen. Három nappal később Hollandia ellen 2–1-re megnyert mérkőzésen a 11. percben megszerezte első válogatott gólját.
2024. június 7-én bekerült Julian Nagelsmann szövetségi kapitány 26 fős keretébe, amely a 2024-es labdarúgó-Európa-bajnokságon részt vett.

## Statisztika
2024. március 16-i állapot szerint.
| Klub             | Szezon           | Bajnokság | Bajnokság | Kupa  | Kupa | Európa | Európa | Összesen | Összesen |
| Klub             | Szezon           | Mérk.     | Gól       | Mérk. | Gól  | Mérk.  | Gól    | Mérk.    | Gól      |
| ---------------- | ---------------- | --------- | --------- | ----- | ---- | ------ | ------ | -------- | -------- |
| Hertha BSC II    | 2015–16          | 10        | 2         | 0     | 0    | –      | –      | 10       | 2        |
| Hertha BSC II    | 2016–17          | 7         | 0         | 0     | 0    | –      | –      | 7        | 0        |
| Hertha BSC II    | 2017–18          | 6         | 1         | 0     | 0    | –      | –      | 6        | 1        |
| Hertha BSC II    | 2018–19          | 1         | 0         | 0     | 0    | –      | –      | 1        | 0        |
| Hertha BSC II    | Összesen         | 24        | 3         | 0     | 0    | 0      | 0      | 24       | 3        |
| Hertha BSC       | 2014–15          | 0         | 0         | 0     | 0    | –      | –      | 0        | 0        |
| Hertha BSC       | 2015–16          | 3         | 0         | 0     | 0    | –      | –      | 3        | 0        |
| Hertha BSC       | 2016–17          | 12        | 0         | 1     | 0    | –      | –      | 13       | 0        |
| Hertha BSC       | 2017–18          | 11        | 0         | 0     | 0    | 3      | 0      | 14       | 0        |
| Hertha BSC       | 2018–19          | 25        | 1         | 3     | 2    | –      | –      | 28       | 3        |
| Hertha BSC       | 2019-20          | 26        | 1         | 2     | 1    | —      | —      | 28       | 2        |
| Hertha BSC       | 2020–21          | 27        | 0         | 1     | 0    | —      | —      | 28       | 0        |
| Hertha BSC       | 2021–22          | 25        | 0         | 1     | 0    | —      | —      | 26       | 0        |
| Hertha BSC       | 2022–23          | 17        | 0         | 0     | 0    | —      | —      | 17       | 0        |
| Hertha BSC       | Összesen         | 146       | 2         | 9     | 3    | 3      | 0      | 158      | 5        |
| VfB Stuttgart    | 2023–24          | 24        | 2         | 3     | 0    | —      | —      | 27       | 2        |
| VfB Stuttgart    | Összesen         | 24        | 2         | 3     | 0    | 0      | 0      | 27       | 2        |
| Karrier összesen | Karrier összesen | 194       | 8         | 12    | 3    | 3      | 0      | 209      | 11       |

### Válogatott
2024. március 26-i állapotnak megfelelően.
| Nemzet      | Évek     | Pályára lépések | Gólok |
| ----------- | -------- | --------------- | ----- |
| Németország | 2024     | 2               | 1     |
| Összesen    | Összesen | 2               | 1     |

#### Válogatott góljai
2024. március 26-i állapotnak megfelelően.
| # | Időpont           | Helyszín                            | Válogatottság száma | Ellenfél  | Gólok | Eredmény | Kiírás              |
| - | ----------------- | ----------------------------------- | ------------------- | --------- | ----- | -------- | ------------------- |
| 1 | 2024. március 26. | Waldstadion, Frankfurt, Németország | 2                   | Hollandia | 1–1   | 2–1      | Barátságos mérkőzés |

## Sikerei, díjai

### Klub
Hertha BSC U19
- DFB-Pokal Junior: 2014–15

### Egyéni
- Fritz Walter-medál (U19) – bronzérmes: 2016[13]